# L-функция Артина
L-функция Артина — это вид ряда Дирихле, связанный с представлением {\displaystyle \rho } группы Галуа {\displaystyle G} расширения числового поля. Эти функции были введены в 1923 Эмилем Артином, в связи с его работой в теории полей классов. Фундаментальные свойства этих функций, в частности гипотеза Артина, описанная ниже, оказались устойчивыми к легким доказательствам. Одной из целей предлагаемой неабелевой теории полей классов является включение комплексно-аналитических L-функций Артина в более широкую теорию, которая будет вытекать из автоморфных форм и программы Ленглендса. До сих пор лишь небольшая часть такой теории была построена на прочной основе.

## Определение
Пусть {\displaystyle \rho :G\to \mathrm {GL} (V)} — представление группы {\displaystyle G} в конечномерном комплексном векторном пространстве {\displaystyle V}, где {\displaystyle G} - группа Галуа  конечного расширения {\displaystyle L/K} числового поля. L-функция Артина {\displaystyle L(\rho ,s)} тогда равна бесконечному произведению эйлеровых множителей по всем простым идеалам {\displaystyle P}. Для каждого простого идеала {\displaystyle P} из кольца целых {\displaystyle {\mathcal {O}}_{K}} поля {\displaystyle K}, эйлеровский множитель легко определяется в случае, если {\displaystyle P} является неразветвлённым в {\displaystyle L} (что верно для почти всех {\displaystyle P}). В этом случае, элемент Фробениуса {\displaystyle \mathrm {Frob} _{P}} определяется как класс сопряженности в {\displaystyle G}. Следовательно, характеристический многочлен матрицы {\displaystyle \rho (\mathrm {Frob} _{P})} вполне определён. Эйлеровский множитель {\displaystyle P} представляет собой небольшую модификацию характеристического многочлена, так же чётко определенного:
{\displaystyle \operatorname {charpoly} (\rho (\mathrm {Frob} _{P}))^{-1}=\operatorname {det} [E-t\rho (\mathrm {Frob} _{P})]^{-1},}
как рациональная функция от {\displaystyle t}, взятого в точке {\displaystyle t=N(P)^{-s}}, где {\displaystyle s} - комплексная переменная, как в обычной дзета-функции Римана. (Здесь {\displaystyle N} -  норма идеала).
Если {\displaystyle P} разветвлено, а {\displaystyle I} — группа инерции,  которая является подгруппой {\displaystyle G}, используется сходная конструкция, но подпространство {\displaystyle V} поточечно инвариантно при действии {\displaystyle I}.
Как показывает закон взаимности Артина, когда {\displaystyle G} — абелева группа, L-функции Артина являются L-функциями Дирихле при {\displaystyle K=\mathbb {Q} }, а в общем случае являются L-функциями Гекке. Нетривиальные отличия появляются при неабелевой группе {\displaystyle G} и её представлении.
Пример применения — разложить на множители дзета-функции Дедекинда в случае числового поля, которое является расширением Галуа над рациональными числами. Так как регулярное представление разлагается в неприводимые представления, то и дзета-функция Дедекинда представляется в виде произведения L-функций Артина, при любом неприводимом представлении {\displaystyle G}. 
Более точно, если {\displaystyle L/K} — расширение Галуа степени {\displaystyle n},  {\displaystyle \rho } — неприводимое представление {\displaystyle \operatorname {Gal} (L/K)}, то разложение {\displaystyle \zeta _{L}(s)=L(\rho _{\text{regular}},s)=\prod \limits _{\rho }L(\rho ,s)^{\deg(\rho )}} следует из 
{\displaystyle L(\rho ,s)=\prod \limits _{P\in K}{\frac {1}{\det[E-N(P)^{-s}\rho (\mathrm {Frob} _{P}){\scriptstyle |V_{P,\rho }}]}},}
{\displaystyle -\ln \det[E-N(P)^{-s}\rho (\mathrm {Frob} _{P})]=\sum \limits _{m=1}^{\infty }{\frac {\operatorname {tr} (\rho (\mathrm {Frob} _{P})^{m})}{m}}N(P)^{-sm}}
{\displaystyle \sum \limits _{\rho {\text{ неприводимо}}}\deg(\rho )\operatorname {tr} (\rho (\sigma ))={\begin{cases}n{\text{ при }}\sigma =1\\0{\text{ иначе }},\end{cases}}}
{\displaystyle -\sum _{\rho {\text{ неприводимо}}}\deg(\rho )\ln \det[E-N(P^{-s})\rho (\mathrm {Frob} _{P})]=n\sum _{m=1}^{\infty }{\frac {N(P)^{-sfm}}{fm}}=-\ln[(1-N(P)^{-sf})^{n/f}]}
где {\displaystyle \deg(\rho )} — степень неприводимого представления в регулярном представлении, {\displaystyle f} — это порядок {\displaystyle \mathrm {Frob} _{P}} и {\displaystyle n} заменено на {\displaystyle n/e} для ветвящихся простых.
Поскольку характеры образуют ортонормированный базис, после доказательства некоторых аналитических свойств {\displaystyle L(\rho ,s)} мы получаем теорему плотности Чеботарёва как обобщение теоремы Дирихле о простых числах в арифметической прогрессии.

## Функциональное уравнение
L-функции Артина удовлетворяют функциональному уравнению. Функция {\displaystyle L(\rho ,s)} связана с {\displaystyle L(\rho ^{*},1-s)}, где {\displaystyle \rho ^{*}} обозначает комплексно-сопряженное представление. Более точно, {\displaystyle L} заменяется на {\displaystyle \Lambda (\rho ,s)}, в котором {\displaystyle L} умножена на некоторые гамма-множители, и тогда выполняется соотношение между мероморфными функциями 
{\displaystyle \Lambda (\rho ,s)=W(\rho )\Lambda (\rho ^{*},1-s)}
где {\displaystyle W(\rho )} — некоторое комплексное число с модулем 1, называемое корневое число Артина. Оно глубоко изучено в отношении двух типов его свойств. Во-первых, Ленглендс и Делинь разложили его в произведение локальных констант Ленглендса-Делиня; Это важно в связи с гипотетическими связями с автоморфными представлениями. Во-вторых, случай когда {\displaystyle \rho } и {\displaystyle \rho ^{*}} являются эквивалентными представлениями точно соответствует случаю, когда в функциональном уравнении с обеих сторон стоят одинаковые L-функции. Это, говоря алгебраическим языком, случай, когда {\displaystyle \rho } - это действительное представление или кватернионное представление. Корневое число Артина в этом случае равно {\displaystyle \pm 1}. Вопрос о том, какой именно знак имеет место, связан с теорией модуля Галуа.

## Гипотеза Артина
Гипотеза Артина утверждает, что если {\displaystyle \rho } — нетривиальное неприводимое представление, то L-функция Артина {\displaystyle L(\rho ,s)} является аналитичной на всей комплексной плоскости.
Известно, что для одномерных представлений L-функция Артина будет связана с характером Гекке - и в частности с L-функцией Дирихле. Артин доказал более общее утверждение, что гипотеза Артина верна для любых представлений, индуцированных одномерными представлениями. Если группа Галуа является сверхразрешимой или, более общо, мономиальной, то все их представления таковы, что гипотеза Артина выполняется.
Андре Вейль доказал гипотезу Артина в случае полей функций.
Двумерные представления классифицируются по образам своих подгрупп: они могут быть цикличными, диэдральными, тетраэдральными, октаэдральными или икосаэдральным. Гипотеза Артина для циклического и диэдрального случая легко получается из работы Гекке. Ленглендс использовал замену базы для доказательства тетраэдрального случая, а Таннел расширил его работу, покрыв октаэдральный случай;  Уайлс использовал эти случаи в его доказательстве гипотезы Таниямы-Шимуры. Ричард Тейлор и другие получили некоторый прогресс в этом (неразрешимом) икосаэдральном случае; это сейчас активная область исследований.
Из теоремы Брауэра об индуцированном характере следует, что все L-функции Артина разлагаются в произведение целых степеней L-функций Гекке, и следовательно мероморфны на всей комплексной плоскости.
Ленглендс указал, что гипотеза Артина следует из достаточно сильных результатов программы Ленглендса, связанных с L-функциями, ассоциированных с автоморфными представлениями для GL(n) для всех {\displaystyle n\geqslant 1}. Точнее говоря, гипотезы Ленглендса ассоциируют автоморфное представление группы аделей {\displaystyle \operatorname {GL} _{n}(A_{\mathbb {Q} })} с каждым {\displaystyle n}-мерным неприводимым представлением группы Галуа, которое является каспидальным представлением, если представление Галуа неприводимо, так что L-функция Артина представления Галуа совпадает с автоморфной L-функцией автоморфного представления. Гипотеза Артина тогда сразу следует из известного факта, что L-функции каспидальных автоморфных представлений являются голоморфными. Это было одним из главных мотивов работы Ленглендса.

## Гипотеза Дедекинда
Ослабленная гипотеза (иногда называемая гипотезой Дедекинда) утверждает, что если {\displaystyle M/K} — расширение числового поля, то частное
{\displaystyle \zeta _{M}(s)/\zeta _{K}(s)} их дзета-функций Дедекинда является целой функцией.
Теорема Араматы-Брауэра утверждает, что гипотеза остается верной в случае, если расширение {\displaystyle M/K} является расширением Галуа.
Более общо, пусть {\displaystyle N} — замыкание Галуа {\displaystyle M} над {\displaystyle K}, а {\displaystyle G} — группа Галуа {\displaystyle N/K}. Частное {\displaystyle \zeta _{M}(s)/\zeta _{K}(s)} равно L-функции Артина, ассоциированной с естественным представлением, связанным с действием {\displaystyle G} на комплексных вложениях {\displaystyle M}, сохраняющих {\displaystyle K} на месте. Таким образом гипотеза Артина влечёт гипотезу Дедекинда.
Гипотеза была доказана в случае, когда {\displaystyle G} является разрешимой группой, независимо Учидой и ван дер Ваалем в 1975.